# Переводчикова, Наталия Иннокентьевна
Наталия Иннокентьевна Переводчикова (1924—2021) — советский и российский учёный в области онкологии, одна из основоположников отечественной клинической химиотерапии, доктор медицинских наук, профессор. Лауреат Государственной премии Российской Федерации (2001).

## Биография
Родилась 10 октября 1924 года в городе Иркутск, в семье заслуженного деятеля науки РСФСР, доктора медицинских наук, профессора И. Н. Переводчикова (1886—1961).
С 1943 по 1948 год обучалась в Астраханском государственном медицинском институте. С 1948 по 1955 год на педагогической работе в этом институте в качестве ассистента кафедры госпитальной терапии.
С 1955 году по приглашению академика Н. Н. Блохина была приглашена на научно-исследовательскую работу в Институт экспериментальной патологии и терапии рака АМН СССР (с 1988 года — Всесоюзный онкологический научный центр АМН СССР, ныне — Национальный медицинский исследовательский центр онкологии имени Н. Н. Блохина) в качестве научного и старшего научного сотрудника, с 1969 по 1989 год — руководитель отделения химиотерапии (химиотерапевтического отделения), с 1989 по 2020 год — ведущий научный сотрудник этого отделения, занималась клиническим изучением и внедрением в практику новейших групп цитостатиков — противоопухолевых антибиотиков, этилениминов и антиметаболитов. 
С 1973 года Н. И. Переводчикова на основе сотрудничества Советского Союза и США в медицинской области, совместно с американскими учёными-онкологами из Национального института онкологии и других НИИ Национальных институтов здравоохранения США, занималась изучением цитостатиков и изучением режима комбинированной химиотерапии, в том числе при лечении мелкоклеточного рака лёгкого

### Научно-педагогическая деятельность и вклад в науку
Основная научно-педагогическая деятельность Н. И. Переводчиковой была связана с вопросами в области онкологии, клинической химиотерапии солидных опухолей, в том числе рака молочной железы и мелкоклеточного рака лёгкого. Н. И. Переводчикова занималась разработкой и внедрением в медицинскую практику различных методов химиотерапии опухолевых заболеваний, являлась создателем нового направления в российской онкологии — лекарственной терапии злокачественных опухолей. Н. И. Переводчикова являлась одним из авторов открытия синтеза и секреции в кровь α-фетопротеина (опухолевого маркера). В 1962 году являлась генеральным секретарём VIII Международного противоракового конгресса проходившего в Москве. Н. И. Переводчикова являлась членом Российского общества онкологов-химиотерапевтов и Европейского общества медицинской онкологии.
В 1955 году защитила кандидатскую диссертацию по теме: «Об изменениях электрокардиограммы при грудной жабе (стенокардии) и о клинике и диагностике микроинфаркта миокарда», в 1964 году — докторскую диссертацию на соискание учёной степени доктор медицинских наук по теме: «Применение препаратов группы хлорэтиламинов в онкологической клинике». В 1973 году ВАК СССР ей присвоил учёное звание — профессор. Н. И. Переводчикова являлась автором более трёхсот пятидесяти научных трудов, монографий и первого в Советском Союзе справочника по химиотерапии опухолевых заболеваний изданный в 1984 году.

## Основные труды
- Об изменениях электрокардиограммы при грудной жабе (стенокардии) и о клинике и диагностике микроинфаркта миокарда / Н. И. Переводчикова ; Горьк. гос. мед. ин-т им. С. М. Кирова. - Горький:  1953. - 12 с.
- Клиническая химиотерапия опухолевых заболеваний / Н. И. Переводчикова. - Москва : Медицина, 1976. - 200 с.
- Мелкоклеточный рак легкого / Н. И. Переводчикова, М. Б. Бычков. - Москва : Медицина, 1984. - 159 с.
- Химио-терапия опухолевых заболеваний / Н. Н. Блохин, Н. И. Переводчикова. - Москва : Медицина, 1984. - 303 с.
- Платидиам и его место в противоопухолевой химиотерапии : Метод. рекомендации / Акад. мед. наук СССР, Всесоюз. онкол. науч. центр; Составители Н. И. Переводчикова и др. - М.: 1988. - 16 с.
- Лекарственная терапия рака молочной железы / Переводчикова Н. И. и  др.; под ред. Н. И. Переводчиковой, М. Б. Стениной. - Москва : Практика, 2014. - 284 с.  ISBN 978-5-89816-123-1
- Руководство по химиотерапии опухолевых заболеваний / Артамонова Е. В., Архири П. П., Базин И. С. и др.; под редакцией Н. И. Переводчиковой, В. А. Горбуновой. - 4-е изд., расш. и перераб. - Москва : Практическая медицина, 2018. - 686 с. ISBN 978-5-98811-319-5[5]

## Награды
- Государственная премия Российской Федерации (2001 — За клиническую разработку и внедрение в медицинскую практику новых эффективных методов лекарственной терапии злокачественных опухолей)[6]
- Всероссийская премия «Будем жить!» в номинации «Легенды в онкологии»[7]